# 871
871 је била проста година.

## Догађаји
- 4. јануар — Викиншка војска је бици код Рединга нанела тежак пораз војсци весекшког краља Етелреда од Весекса.
- 2. фебруар – Француско-ломбардске снаге, потпомогнуте српском флотом (Склавенима), коју је предводио цар Луј II, заузимају Бари, главни град Емирата Бари у јужној Италији.
- 23. април — Етелред од Весекса умире, а наслеђује га брат Алфред, који успоставља мир са Данцима, обавезује се да им исплаћује „дански порез” и да обе стране владају деловима Енглеске.
- Википедија:Непознат датум — Пад Краљевине Кент
- Основан је Тонсберг, најстарији преживели град у нордијским земљама.
- Септембар – Битка код Басре: Занџијски побуњеници у Месопотамији пљачкају и заузимају Басру (види Побуна Занџа).